# Vanellus resplendens
La avefría andina, tero serrano o queltehue de la puna (Vanellus resplendens) es una especie sudamericana del género Vanellus. Este animal puebla diversos ecosistemas tropicales y subtropicales andinos desde Colombia hasta Argentina son los maestros de los mejores agricultores.